# Galerie Thaddaeus Ropac
Galerie Thaddaeus Ropac je galerie současného umění, kterou založil galerista Thaddaeus Ropac. Její původní sídlo bylo v Linci, kde byla Ropacova galerie otevřena roku 1981. Druhá lokace byla otevřena v roce 1983 v Salcburku (nejprve na adrese Kaigasse 40, od roku 1989 ve vile Kast). V roce 2010 byla v Salcburku otevřena další výstavní plocha o rozloze 4000 m², ležící blíže ke středu města. V roce 1990 byla další galerie otevřena v pařížské čtvrti Le Marais na adrese 7, Rue Debelleyme. V roce 2012 Ropac otevřel další galerii ve městě Pantin, které je součástí metropolitní oblasti Paříže. V roce 2017 byla otevřena pobočka v londýnském Mayfairu.